# Rodolfo Celletti

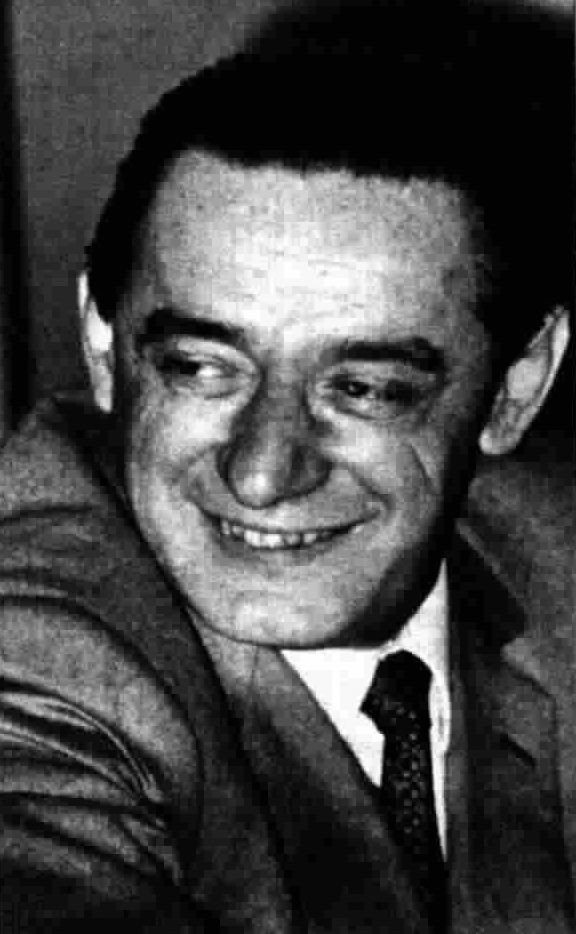
Rodolfo Celletti (1969)

Rodolfo Celletti (* 13. Juni 1917 in Rom; † 4. Oktober 2004) war ein italienischer Musikkritiker und Autor.
Celletti studierte Rechtswissenschaften an der Universität Rom. Musikwissen eignete er sich autodidaktisch an. Beiträge verfasste er für die Zeitungen und Magazine Il Tempo (1950–1953), La Scala (1953–1963), Discoteca (ab 1963), La Repubblica und Panorama. Von 1974 bis 1984 war er Musikkritiker bei Epoca. Er profilierte sich als Gesangs- und Opernkenner. Als sein bekanntestes Werk gilt Le grandi voci (1964). Von 1958 bis 1966 wirkte er an mehreren Bänden der Enciclopedia dello spettacolo mit. Ab 1972 unterrichtete er Gesang. Von 1980 bis 1993 war er künstlerischer Leiter des Festival della Valle d’Itria in Martina Franca, wo seit 2010 ein Celletti-Preis vergeben wird. 1987 erhielt er in Martina Franca den Preis Bacco dei Borbone. 1984 wurde er Berater des Teatro Comunale di Bologna. 1992 übernahm er einen Gesangskurs in Mailand.

## Schriften (Auswahl)
- Im Schatten der Scala: Roman. Aus dem Italienischen übersetzt von Heinz Riedt, G. B. Fischer, Frankfurt am Main 1964.
- Geschichte des Belcanto. Aus dem Italienischen übersetzt von Federica Pauli, Bärenreiter, Kassel u. a. 1989, ISBN 3-7618-0958-1.